# Karel Kopecký
Karel Kopecký (Praga, 19 maggio 1921 – Brno, 31 marzo 1977) è stato un calciatore cecoslovacco, di ruolo portiere.

## Carriera

### Nazionale
Il 29 settembre 1946 esordisce in Nazionale contro la Jugoslavia, match perso 4-2.